# DR-Baureihe E 73
Die DR-Baureihe E 73 bezeichnet eine Reihe von verschiedenen Elektrolokomotiven, die zwischen 1910 und 1926  beschafft und im Rahmen der allgemeinen Umbezeichnung der Länderbahnlokomotiven unter der Regie der Deutschen Reichsbahn-Gesellschaft (DR) im August 1926 in die Gattungsbaureihe „E 73“ eingeordnet wurden. 
Die einzelnen Lokomotiven sind konstruktiv von sehr unterschiedlicher Bauart. 
- E 73 01 und E 73 02 (E 73.0): Bayerische EG 1
- E 73 03 (E 73.1): Preußische EV 1/2
- E 73 05 (E 73.2): Preußische EV 5II
- E 73 06 (E 73.3): Preußische EV 6

Zwei weitere Lokomotiven mit den gleichen Merkmalen der elektrischen Ausrüstung wurden vor dem Umbezeichnungstermin ausgemustert.